# Голая правда (фильм, 1957)
«Голая правда» (англ. The Naked Truth) — британский художественный фильм (кинокомедия) режиссёра Марио Дзампи, снятый в 1957 году.

## Сюжет
Журналист Найджел Деннис шантажирует множество известных людей, угрожая опубликовать компромат на них в своей «жёлтой» газете «Голая правда». Его жертвы, среди которых лорд, телеведущий, писательница и модель, объединяются и решают прикончить шантажиста. Однако постоянные неудачи мешают им.

## В ролях
- Питер Селлерс — Сонни Макгрегор
- Терри-Томас — лорд Генри Мейли
- Джорджина Куксон — леди Мейли
- Пегги Маунт — Флора Рэнсом
- Ширли Итон — Мелисса Райт
- Деннис Прайс — Найджел Деннис
- Джоан Симс — Этель Рэнсом
- Майлс Маллесон — преподобный Седрик Бастейбл, жених Флоры Рэнсом